# Ma Xuejun
Ma Xuejun (chinesisch 马雪君; * 26. März 1985) ist eine ehemalige chinesische Leichtathletin, die sich auf den Diskuswurf spezialisiert hat.

## Sportliche Laufbahn
Erste internationale Erfahrungen sammelte Ma Xuejun im Jahr 2001, als sie bei den Jugendweltmeisterschaften in Debrecen mit einer Weite von 54,93 m die Goldmedaille gewann und damit einen neuen Meisterschaftsrekord aufstellte. Im Jahr darauf siegte sie dann bei den Juniorenweltmeisterschaften in Kingston mit 58,85 m und gewann anschließend bei den Juniorenasienmeisterschaften in Bangkok mit 57,56 m die Silbermedaille. 2004 siegte sie dann bei den Juniorenasienmeisterschaften in Ipoh mit 55,78 m und verteidigte bei den Juniorenweltmeisterschaften in Grosseto mit 57,85 m ihren Titel. 2006 nahm sie erstmals an den Asienspielen in Doha teil und gewann dort mit 62,43 m die Silbermedaille hinter ihrer Landsfrau Song Aimin.
2007 belegte sie bei den Asienmeisterschaften in Osaka mit 59,37 m im Finale den achten Platz und im Jahr darauf schied sie bei den Olympischen Spielen in Peking mit 58,45 m in der Qualifikation aus. 2009 wurde sie bei den Weltmeisterschaften in Berlin mit 58,79 m Elfte und gewann anschließend bei den Asienmeisterschaften in Guangzhou mit 63,63 m die Silbermedaille hinter ihrer Landsfrau Song Aimin. Auch bei den Leichtathletik-Asienmeisterschaften 2011 in Kōbe gewann sie mit 59,67 m die Silbermedaille, diesmal hinter Landsfrau Sun Taifeng und schied daraufhin bei den Weltmeisterschaften in Daegu mit 59,71 m in der Qualifikation aus. 2012 nahm sie erneut an den Olympischen Spielen in London teil und erreichte dort mit 61,02 m im Finale den zehnten Platz und beendete damit ihre aktive sportliche Karriere im Alter von 27 Jahren.
In den Jahren 2006 und 2009 wurde Ma chinesische Meisterin im Diskuswurf.